# Alexis Avakian
Pour les articles homonymes, voir Avakian.
Alexis Avakian, né à Marseille en 1978, est un saxophoniste, multi-instrumentiste (guitare, flûte) et compositeur de jazz français.

## Biographie
Alexis Avakian, musicien franco-arménien, débute la musique à l'âge de dix ans. Il obtient la médaille d'or de la classe de jazz du Conservatoire à rayonnement régional de Marseille en 2003, en 2 ans. Il se forme ensuite auprès des saxophonistes Éric Barret, Sylvain Beuf, Grant Stewart, et Jerry Bergonzi. 
Installé à Paris depuis 2006, il se produit notamment avec Zool Fleischer, Franck Amsallem, Rémi Vignolo, Jérôme Barde, Romain Pilon, ou Philippe Soirat. 
Inspiré par les musiques de John Coltrane, Dexter Gordon, Jerry Bergonzi (en) ou Steve Grossman, il constitue un quartet avec Fabrice Moreau (d), Mauro Gargano (b) et Ludovic Allainmat (p). Leur premier album, Digging Chami, est classé Révélation par la revue Jazz magazine  en 2014.
Leur deuxième album, Hi Dream, qui développe ses références à l'Arménie avec Artyom Minasyan au duduk, reçoit un bon accueil critique (4 étoiles Jazz Magazine, élu CitizenJazz, album de la semaine FIP, et Sélection 10 disques de jazz français à écouter en 2017 des Inrockuptibles).
Miasin, un troisième album, sort début 2019 sur le label Digginmusic,

## Discographie
- 2014 : Digging Chami, Parisjazzunderground
- 2017 : Hi Dream, Parisjazzunderground
- 2019 : Miasin, Digginmusic Prod

## Liens Externes
- Site officiel